# 李冰奇
李冰奇（1947年2月—），现居美国加州，是一位潍坊籍画家；现为美国东西方艺术学会会长，美国加州中美文化交流中心常务副主任，加州中国书画院常务副院长、中美艺术家联合会副主席、美国帕沙迪那艺术中心客座教授、捷克布拉格工艺美院客座教授及马来西亚艺术学院东方艺术研究中心研究员；曾为北京中国画研究院画家、副研究员。

## 人生经历
1947年2月，李冰奇出生于山东省潍坊市， 自幼家道中落 ，其祖父是清朝留日学生，药学家，也是第一批中国同盟会会员；而其父亲擅长书画，对李冰奇要求严格，作为他人生中第一位老师。15岁时，其参加了山东省美术展览；建国30周年时，其画作入选进京作品。1984年，当时还为工人的李冰奇，在他人介绍下认识了恩师刘勃舒、许麟庐，两人分别写信给潍坊市政府，将其从潍坊汽车制造厂调入了潍坊市群众艺术馆。1986年6月，李冰奇到北京中国画研究院深造学习，随后被聘为当时最年轻的院外画家。1991年起，他开始先后在德国、瑞士、捷克、意大利、匈牙利等国家进行展览、講學、访问等活动。1997年，他正式定居美国加州。1998年6月，李冰奇应邀出席由福特基金會与加利福尼亞州立大學举办“国际艺术理论研讨会”，并作了“文化的跨民族性——飞散感观之后的再认识”的专题报告。同年，他参加了“世界华人书画展”，获得金奖。